# Ladislav Kubeš starší
Ladislav Kubeš (23. února 1924 Borkovice – 28. srpna 1998 Žíšov) byl český pozounista, kapelník a hudební skladatel.

## Život
Narodil se v rodině správce cementárny a venkovského muzikanta Matěje Kubeše. Byl z dvojčat. Jak on, tak i jeho dvojče Stanislav, další bratr Karel a strýcové Josef a Václav hráli v otcově dechovce, se kterou podnikali i cesty do zahraničí. Od dětství hrál na a křídlovku, trubku, lesní roh, ale i na pozoun a tubu.
Vystudoval hru na pozoun na Pražské konzervatoři. Za okupace pracoval v Německu jako cirkusový a varietní hudebník. Po návratu do Čech hrál v různých orchestrech, například v divadelním orchestru v Českých Budějovicích nebo v lázeňském orchestru v Mariánských Lázních. V roce 1952 se stal dirigentem otcovy Blaťácké dechovky, kterou později přejmenoval na Veselku.
Své první skladby zkomponoval během vojenské služby, kterou absolvoval ve vojenské kapele v Jindřichově Hradci, pod vedením kapelníka a skladatele Ferdinanda Škrobáka. Již tady vznikla jedna z jeho nejznámějších skladeb, Jihočeská polka. Za svůj život napsal či upravil více než 400 skladeb.
Mezinárodního uznání se mu dostalo v roce 1975, kdy jak on, tak i jeho Blaťácká dechovka, byli přijati rakouským prezidentem Rudolfem Kirchschlägrem. V roce 1981 převzal řízení dechovky Veselka jeho syn Ladislav Kubeš mladší.
Mezi lety 1995 až 2023 se na jeho počest pořádal v Soběslavi Mezinárodní festival dechových hudeb Kubešova Soběslav. Festival byl v roce 2024 přesunut do Borkovic, kde se Kubeš narodil.

## Dílo (vybrané skladby)
- Až se budem brát
- Borkovická
- Boženka
- Bročanka
- Dobrým přátelům
- Dražíčská polka
- Českým hájem
- Fláma
- Hradišťanka
- Já nevím, čím to je
- Jak je krásná
- Jaký je to hezký
- Jásající trumpetisté
- Jihočeská polka
- Jihočeské vesnice
- Když se pšenka zelenala
- Košilička bílá
- Kvítek jabloňový
- Léto léto
- Lidečanka
- Moja vlasť
- Moje česká vlast
- Na břehu Blanice
- Nad Lužnicí svítá
- Našim krajanům
- Od Tábora až k nám
- Píseň života
- Plzeňské náměstí
- Pojď se mnou Marjánko
- Polka domova
- Povětrné střevíčky
- Přerovanka
- Římovský můstek
- Sen máje
- Spadl lístek z javora
- Švadlenky - polka
- Ta naše Lužnice
- To byl ten krásný čas
- Ty musíš má milá
- Včera jsem byl u muziky
- Včera z večera
- Víc už nic
- Vzpomínka
- Zpívejte si snámi